# Melaleuca dissitiflora
Melaleuca dissitiflora, comúnmente conocido como árbol del té de arroyo (creek tea–tree), es un árbol del género Melaleuca nativo de Australia.

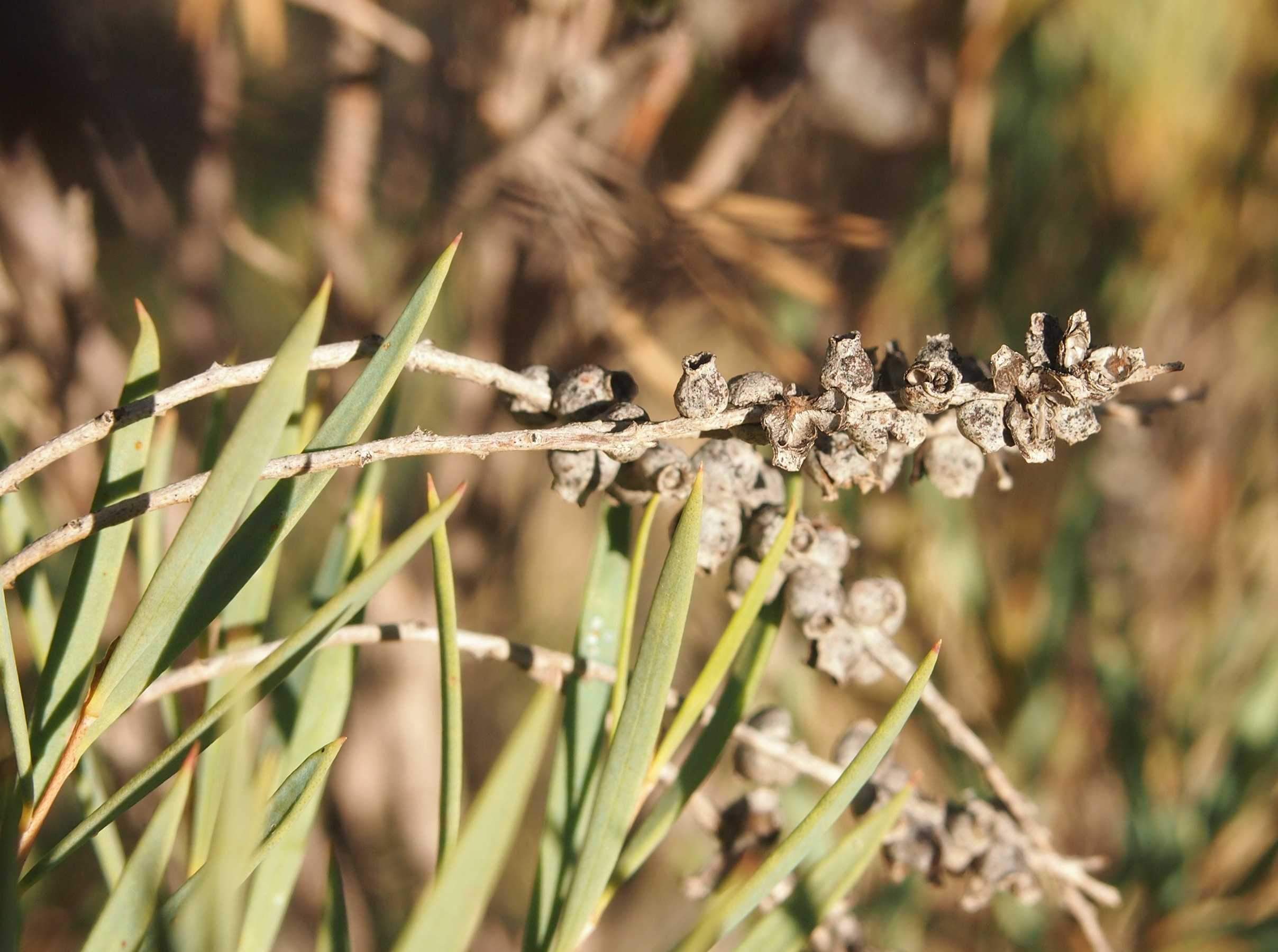
Frutos

## Descripción
Melaleuca dissitiflora alcanza un tamaño de 5 m de altura, y de 2 a 4 m de ancho y tiene una corteza parecida al papel gris. Sus hojas están dispuestas de forma alterna, con 13-50 milímetros de largo y 1-5,5 milímetros de ancho, glabras excepto cuando son muy jóvenes, de forma lineal a elíptica y estrechadas a un punto.
Las flores son de color blanco a color crema y están dispuestas en espigas en los extremos de las ramas que siguen creciendo después de la floración. Las inflorescencias son de hasta 12 milímetros de diámetro, 60 milímetros de largo y con entre 10 a 30 flores individuales. Los pétalos se disponen en cinco bultos alrededor de la flor con 15 a 35 estambres por paquete. La época de floración es variable, pero a menudo se produce en invierno. Los frutos que le siguen son cápsulas leñosas de 2.2-3.5 milímetros de largo dispuestas en racimos más o menos esféricos alrededor del tallo.

## Distribución y hábitat
Melaleuca dissitiflora se encuentra en las partes más secas del interior de Australia, como Flinders Ranges en Australia del Sur. También se encuentra en el Territorio del Norte y el oeste de Queensland y hay una población disjunta en Australia Occidental, cerca de su frontera con el Territorio del Norte. Crece en lugares rocosos, en los cursos de agua efímeros y de aluviones.

## Usos
Horticultura
Melaleuca dissitiflora se ha cultivado en pocos lugares, incluyendo lugares donde la lluvia es de tan sólo 700 milímetros por año. Es según los informes, una especie resistente a las heladas y de rápido crecimiento.
Aceites esenciales
Las hojas de esta especie producen cantidades significativas de aceites esenciales como el 1,8-cineol (eucaliptol). Experimentos sobre árboles de esta especie en el ambiente seco cerca de Alice Springs revelaron que muchos producen un aceite esencial con unos niveles de terpineno-4-ol y p-cimeno mayores que los encontrados en el aceite árbol del té comercial derivado principalmente de Melaleuca alternifolia.
Toxicidad
Las partes aéreas de Melaleuca dissitiflora contienen el aceite esencial eucaliptol, cuya ingestión puede suponer un riesgo para la salud.

## Taxonomía
Melaleuca dissitiflora fue descrita por Ferdinand von Mueller y publicado en Fragmenta Phytographiæ Australiæ 3: 153. 1863.
Etimología
Malaleuca: nombre genérico
dissitiflora: epíteto latíno compuesto de dissitus, que significa "dispersos" y flos que significa "flor" en referencia a las flores que están en racimos sueltos en la inflorescencia.
Sinonimia
- Myrtoleucodendron dissitiflorum (F.Muell.) Kuntze, Revis. Gen. Pl. 1: 241 (1891).[13]